# Francisco Henríquez y Carvajal
Francisco Hilario Henríquez y Carvajal (1859-1935) foi um médico, advogado, escritor, educador e político dominicano. Ele atuou como presidente em 1916.

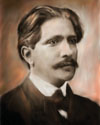
Francisco Henriquez y Carvajal

Henríquez nasceu em Santo Domingo. Depois de estudar extensivamente em sua terra natal, a partir de 1887, mudou-se para Paris por quatro anos, obtendo um doutorado em Medicina pela Universidade de Paris. Retornou para a República Dominicana, onde exerceu e lecionou medicina. Atuou como editor do jornal El Maestro, mas saiu do país durante a ditadura de Ulises Heureaux. Apesar de afastado, fez amizade Juan Isidro Jiménez e retornou para a República Dominicana em 1899 para servir como ministro das Relações Exteriores quando Heureaux foi assassinado e Jiménez foi feito presidente.
Após a queda de Jiménez em 1902, Henríquez estabeleceu residência em Cuba e praticou medicina. Retornou brevemente ao seu país de nascimento após o governo interino de Horacio Vásquez, em 1903, mas partiu vários meses depois. Em 1907, o presidente Ramón Cáceres enviou-o como um delegado à Convenção de Haia. Em 1911, Henríquez serviu como um emissário para o Haiti após disputas fronteiriças.
Em 1916, Henríquez estava em uma missão diplomática, quando soube que a República Dominicana tinha sido ocupada pelos Estados Unidos. O Conselho de Secretários de Estado liderado por Horacio Vásquez elegeu Henríquez como presidente. Atuou de 31 de julho a 29 de novembro de 1916. Seu sucessor foi o governador militar dos Estados Unidos, Harry Shepard Knapp.
Durante a presidência de Rafael Trujillo, atuou como enviado em França e Cuba entre 1930 e 1935.